# Wulkan (film 2018)
„Wulkan” (ukr. "Вулкан", niem. «Vulkan» ) -  powstały w ukraińsko-niemiecko-monakijskiej koprodukcji komediodramat z 2018 roku, pełnometrażowy debiut reżyserski Romana Bondarczuka. Światowa premiera filmu odbyła się 1 lipca 2018 roku na Międzynarodowym Festiwalu Filmowym w Karlowych Warach, gdzie film brał udział w konkursowym programie „Na wschód od Zachodu”. Film otrzymał kilka ważnych nagród festiwalowych, w tym za najlepszą reżyserię na Międzynarodowym Festiwalu Filmowym „Eurasia” w Ałmaty. W marcu 2019 roku Roman Bondarczuk otrzymał za swój film Narodową Nagrodę Ukrainy im. Tarasa Szewczenki.
Po ukraińskiej premierze na Międzynarodowym Festiwalu Filmowym w Odessie film był prezentowany także 21 października 2018 roku w ramach festiwalu "Nowe kino niemieckie". Film trafił do kin ukraińskich 4 kwietnia 2019 roku (dystrybucją zajmowała się Ukrainian Film Distribution).
"Wulkan" zajmuje 37-38 miejsce na liście 100 najlepszych filmów w historii ukraińskiego kina.

## Opis fabuły
Po kilku dziwnych zbiegach okoliczności Lukas, tłumacz pracujący dla OBWE, znalazł się w mieście Berysław na południu Ukrainy. Stając się mimowolnym gościem swojego dziwacznego gospodarza Wowy, Lukas trafia do zupełnie innego świata, w którym życie wydaje się całkowicie oderwane od jego poprzedniego doświadczenia. Mimo początkowej niechęci Lukas coraz bardziej fascynuje się Wową i jego córką Maruszką, co w końcu popycha go do własnego poszukiwania dawno utraconego szczęścia.

## Obsada
| • Wiktor Żdanow     | … | Wowa       |
| • Serhij Stepańskyj | … | Lukas      |
| • Chrystyna Dejłyk  | … | Maruszka   |
| • Tamara Socenko    | … | Matka Wowy |

## Ekipa filmowa
- scenarzyści — Roman Bondarczuk(inne języki), Daryna Awerczenko(inne języki), Ałła Tiutiunnyk(inne języki)
- reżyser — Roman Bondarczuk
- producentka — Ołena Jerszowa
- współproducenci — Daryna Awerczenko, Tanja Georgieva-Waldhauer, Michel Merkt
- producent wykonawczy — Andrij Jaszczyszyn
- operator filmowy — Wadym Ilkow
- kompozytor — Anton Bajbakow(inne języki)
- montaż — Mykoła Bazarkin, Heike Parplies(inne języki)
- scenograf — Kyryło Szuwałow
- reżyser dźwięku — Borys Peter

## Produkcja

### Scenariusz
Pisanie scenariusza zaczęło się na początku 2010 roku. Początkowo fabuła dotyczyła obcokrajowca, który utknął na lotnisku w Odessie z powodu erupcji wulkanu na Islandii, a następnie zaczął podróżować ukraińską prowincją. Autorzy Daria Awerczenko, Roman Bondarczuk oraz Ałła Tiutiunnyk istotnie zmienili fabułę po wybuchu Euromajdanu, aneksji Krymu przez Rosję i wojnie na Donbasie, zachowali jednak tytuł „Wulkan”. Averchenko zauważyła, że tytuł nawiązuje do nagłego kataklizmu, który może wydarzyć się w życiu człowieka .
Bondarczuk i Awerczenko mieli doświadczenie w tworzeniu filmów dokumentalnych i początkowo wyobrażali sobie ten projekt jako dokument. Postać Wowy jest wzorowana na wujku Averchenko. Pisarze oparli kilka innych postaci na członkach rodziny w Chersoniu. Film jest dedykowany pamięci tych, wioski których zostały zalane przez powstanie zbiornika Kachowskiego.
W 2015 roku scenariusz zdobył nagrodę konkursu literackiego „Koronacja Słowa”.
Projekt filmowy został jednym ze zwycięzców 7. konkursu Państwowej Agencji Ukrainy ds. Kina (Derżkino) i został zrealizowany przy wsparciu państwa. Całkowity budżet filmu wyniósł 10 milionów hrywien, z czego 50% zapewniło Derżkino.
Po stronie ukraińskiej film wyprodukowała wytwórnia filmowa Tatofilm, należąca do organizacji pozarządowej Piwdeń (ukr. Південь).

### Zdjęcia
Film został nakręcony w Berysławiu w obwodzie chersońskim na Ukrainie nad rzeką Dniepr, godzinę drogi na północ od Krymu. Kręcono głównie aparatem Red Epic z obiektywami Ultra Prime. Nocne plenery zostały sfilmowane za pomocą Sony α7. Wszystkie zdjęcia były wykonywane ze statywu lub uchwytów naramiennych. Podczas kręcenia został znacznie przerobiony scenariusz.
Postprodukcję zakończono w firmie ARRI Media w Niemczech. Według Bondarczuka najbardziej skomplikowanymi ujęciami były sceny podwodne. Bondarczuk wyreżyserował także teledysk do piosenki zespołu DachaBracha, która brzmi podczas napisów końcowych filmu.

## Dystrybucja filmu

### Pokazy festiwalowe
W sumie film został zaproszony na 40 międzynarodowych festiwali filmowych.
3 lipca 2017 roku Wulkan, wśród ośmiu innych europejskich projektów filmowych, został zaprezentowany w ramach sekcji Works in Progress 52. Międzynarodowego Festiwalu Filmowego w Karlowych Warach, a 21 lipca tego samego roku film został zaprezentowany na 8. Międzynarodowym Festiwalu Filmowym w Odessie w tej samej sekcji, otrzymując nagrodę za najlepszy projekt.
W 2018 roku film znalazł się w oficjalnych programach konkursowych Międzynarodowego Festiwalu Filmowego w Karlowych Warach i Monachijskiego Festiwalu Filmowego, a także w międzynarodowym konkursie 9. Międzynarodowego Festiwalu Filmowego w Odessie. Premiera filmu odbyła się 1 lipca 2018 roku na Międzynarodowym Festiwalu Filmowym w Karlowych Warach.
We wrześniu 2018 roku film został włączony do międzynarodowego programu konkursowego Vancouver International Film Festival (27 września - 12 października).
Na Ukrainie po raz drugi (po Festiwalu Filmowym w Odessie) pokaz „Wulkanu” odbył się 21 października 2018 r. w kijowskim kinie Kijów w ramach Festiwalu Nowego Niemieckiego Kina.

### Szeroka dystrybucja w kinach
Do ukraińskich kin film wszedł 4 kwietnia 2019 roku; dystrybucją zajmowała się firma Ukrainian Film Distribution. Poza granicami Ukrainy film dystrybuowała berlińska firma Pluto Film Distribution Network.

### Serwisy VOD i telewizja
W Europie środkowo-wschodniej film na początku 2019 roku trafił na platformę HBO Go. Od marca 2020 roku jest dostępny na platformie Takflix. Ukraińska telewizyjna premiera miała miejsce 27 czerwca na kanale Suspilne Kultura.

## Nagrody
Roman Bondarczuk otrzymał za ten film Narodową Nagrodę Ukrainy im. Tarasa Szewczenki, najwyższą nagrodę państwową w dziedzinie kultury oraz nagrodę za najlepszą reżyserię na Międzynarodowym Festiwalu Filmowym „Eurasia” w Ałmaty. 
Film otrzymał główne nagrody na festiwalach w Armenii, Chorwacji oraz Maroku.